# Governatori di Velletri
Il titolo di governatore perpetuo della città di Velletri venne concesso al cardinale vescovo della Sede suburbicaria di Velletri, che al tempo stesso era anche cardinal decano del Sacro Collegio, la prima volta nel 1548 con un breve di papa Paolo III.
Questo stato di cose venne mutato da papa Sisto V dopo la morte del cardinal Alessandro Farnese il giovane il 5 marzo 1589. Tuttavia, questa situazione durò poco: infatti papa Gregorio XIV il 23 marzo 1591 con il breve Si de restituendis ripristinò il potere temporale in favore del cardinale vescovo. Così rimase la situazione fino al settembre 1870.
| Nome                                       | Anno di insediamento | Anno di decadenza |
| ------------------------------------------ | -------------------- | ----------------- |
| Giovanni Domenico de Cupis                 | 1548.                | 1553              |
| Gian Pietro Carafa                         | 1553                 | 1555              |
| Jean du Bellay                             | 1555                 | 1560              |
| François de Tournon                        | 1560                 | 1562              |
| Rodolfo Pio de Carpi                       | 1562                 | 1564              |
| Francesco Pisani                           | 1564                 | 1570              |
| Giovanni Girolamo Morone                   | 1570                 | 1580              |
| Alessandro Farnese il giovane              | 1580                 | 5 marzo 1589      |
| -                                          | 1589                 | 1591              |
| Alfonso Gesualdo                           | 23 marzo 1591        | 1603              |
| Tolomeo Gallio                             | 1603                 | 1607              |
| Domenico Pinelli                           | 1607                 | 1611              |
| François de Joyeuse                        | 1611                 | 1615              |
| Antonio Maria Gallo                        | 1615                 | 1620              |
| Antonio Maria Sauli                        | 1620                 | 1623              |
| Francesco Maria Bourbon del Monte          | 1623                 | 1626              |
| Ottavio Bandini                            | 1626                 | 1629              |
| Giovanni Battista Deti                     | 1629                 | 1630              |
| Domenico Ginnasi                           | 1630                 | 1639              |
| Carlo Emanuele Pio di Savoi senior         | 1639                 | 1641              |
| Marcello Lante                             | 1641                 | 1652              |
| Giulio Roma                                | 1652                 | 1652              |
| Carlo de Medici                            | 1652                 | 1666              |
| Francesco Barberini senior                 | 1666                 | 1679              |
| Cesare Facchinetti                         | 1680                 | 1683              |
| Niccolò Albergati-Ludovisi                 | 1683                 | 1687              |
| Alderano Cybo-Malaspina                    | 1687                 | 1700              |
| Emmanuel Théodose de la Tour d'Auvergne    | 1700                 | 1715              |
| Niccolò Acciaiuoli                         | 1715                 | 1719              |
| Fulvio Astalli                             | 1719                 | 1721              |
| Sebastiano Antonio Tanara                  | 1721                 | 1724              |
| Francesco del Giudice                      | 1724                 | 1725              |
| Fabrizio Paolucci                          | 1725                 | 1726              |
| Francesco Barberini junior                 | 1726                 | 1738              |
| Pietro Ottoboni                            | 1738                 | 1740              |
| Tommaso Ruffo                              | 1740                 | 1753              |
| Pier Luigi Carafa                          | 1753                 | 1755              |
| Raniero d'Elci                             | 1756                 | 1761              |
| Giuseppe Spinelli                          | 1761                 | 1763              |
| Carlo Alberto Guidobono Cavalchini         | 1763                 | 1774              |
| Fabrizio Serbelloni                        | 1774                 | 1775              |
| Giovanni Francesco Albani                  | 1775                 | 1803              |
| Henry Benedict Mary Clement Stuart of York | 1803                 | 1807              |
| Leonardo Antonelli                         | 1807                 | 17 maggio 1809    |
| Alessandro Mattei                          | 1814                 | 1820              |
| Giulio Maria della Somaglia                | 1820                 | 1830              |
| Bartolomeo Pacca                           | 1830                 | 1844              |
| Ludovico Micara                            | 1844                 | 1847              |
| Vincenzo Macchi                            | 1847                 | 1860              |
| Mario Mattei                               | 1860                 | 20 settembre 1870 |